# (4222) Nancita
(4222) Nancita (1988 EK1) – planetoida z pasa głównego asteroid okrążająca Słońce w ciągu 3,64 lat w średniej odległości 2,37 j.a. Odkryta 13 marca 1988 roku.